# Анкаратра
Анкаратра (малаг. Ankaratra) — згаслий вулканічний масив, який складається з шлакових конусів, у республіці Мадагаскар.

## Географія
Гірський масив Анкаратра — вулканічний гірський ланцюг, який простягся в напрямку північ-південь, розташований в середній частині центрального нагір'я республіки і острова Мадагаскар, на півночі регіону Вакінанкаратра, неподалік від кордону регіону Ітаси, приблизно за 50 км на південь — південний захід від столиці країни — Антананаріву, за 60 км на північ — північний схід від столиці регіону — міста Анцирабе, між містами Арівунімаму — на півночі, Амбатулампи — на сході, Фараціго — на заході та Бетафо — на півдні.
Вулканічний масив Анкаратра є одним із найбільших відомих масивів на острові Мадагаскар. Найвища вершина масиву — Цяфаявона має висоту 2644 м і відносну висоту 1663 м. Це одна з найвищих вершин острова Мадагаскару, займає третє місце після вулкана Марумукутру (2876 м) та піку Бобі (2658 м).
Вулканічна активність в даному районі відбувалася від епохи міоцену аж до голоцену. Внаслідок вулканічної діяльності трахітових куполів з'явилися тектонічні озера. Остання вулканічна активність відбувалася в південній частині комплексу у вигляді стромболіанського виверження базанітових потоків, що утворили велику кількість шлакових конусів. В районі масиву Анкаратра є гарячі джерела. Вулканічні виверження утворили кілька значних кратерів, які згодом стали маарами. У 1985—1991 р. відбувалися землетруси магнітудою 5,2—5,5 балів на глибинах 15—28 км.

### Вулканічні форми масиву
- Шлаковий конус:[2]
  - Антсірабе;
  - Бетафо;
  - Трітріва;
  - Вогітра;
- Кратер:[2]
  - Андрайкіба.